# Jardín Botánico y Arboreto de Burrendong
El Real Jardín Botánico de Sídney, (inglés: Burrendong Botanic Garden and Arboretum [BBGA]) es un jardín botánico y arboreto de 167 hectáreas de extensión, cerca de Munbil, Nueva Gales del Sur, Australia. 
El código de reconocimiento internacional de "Burrendong Botanic Garden and Arboretum" como miembro del "Botanic Gardens Conservation Internacional" (BGCI), así como las siglas de su herbario es BURR.

## Localización e información
El jardín botánico se ubica a 25 km de Wellington en la parte centro occidental de NSW y adyacente a las orillas del Lago Burrendong. 
Burrendong Arboretum Mumbil NSW 2000 Australia.
Planos y vistas satelitales.32°42′28.43″S 149°7′10.27″E / -32.7078972, 149.1195194
Se encuentra abierto desde las 7.30 a. m. hasta el ocaso todos los días del año.

## Historia
Burrendong Botanic Garden and Arboretum fue creado en 1964 como resultado de los esfuerzos de George y Peter Althofer.
Se dedica a la preservación y conservación de la increíblemente diversa y única flora australiana.

## Colecciones botánicas
En sus 164 hectáreas hay 50,000 accesiones. Con una colección de flora australiana 100 %. 

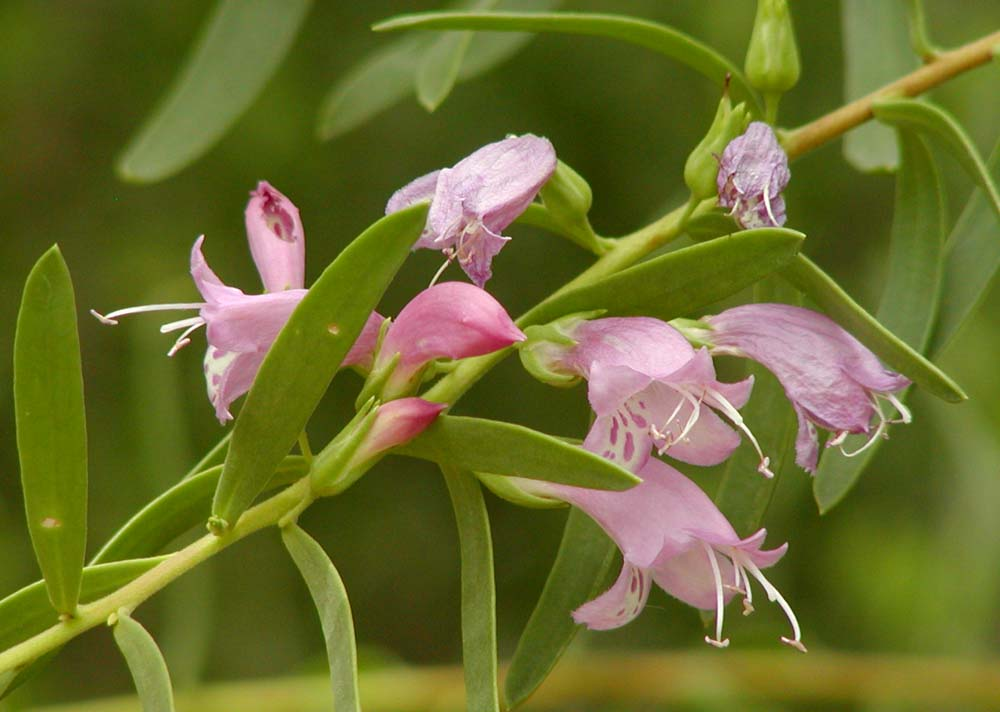
Flores de Eremophila maculata.

Sus Grevilleas, Hakea, Eucalyptus, Acacia, Dryandra, helechos se presentan en lechos de cultivos levantados.
Así mismo se muestran especies de zona de matorral, con énfasis especial en las plantas australianas de la zona oeste y de las tierras áridas. 
Un lecho de arroyo seco se ha transformado en un acre de selva tropical y de helechos. 
Las áreas de la vegetación remanente exhiben comunidades originales de plantas y los senderos se han diseñado para animar a los visitantes a descubrir pos sí mismos, y a aprender sobre la flora australiana. Hay áreas de comida campestre y puestos de observación ajardinados para realzar su disfrute.
Entre sus especies es de destacar Eremophila maculata también conocido como la fuchsia nativa de Australia o el arbusto Emu manchado. Es un arbusto muy variable, con unos 2 m de alto por 2 m de ancho. Las hojas varían a partir de la 1-3cm larga, linear a oval. Las flores en un pedúnculo que curva largo son amarillas, rosadas, color malva o rojo y floración en primavera. Crece en las partes áridas de Queensland, de NSW, de Victoria, del sur de Australia y del Territorio del Norte. La propagación es por esquejes. Es una especie muy comúnmente cultivada.

## Equipamientos y actividades
Las áreas de comida campestre, excusados, vistas del lago, diversos senderos, ventas de plantas, caza del tesoro para niños y recorridos con guías. Pueden ser observados los animales y pájaros nativos en su medio natural, tal como canguros y emus.
Una de las características especiales de NSW son las plantaciones de especies de plantas de la selva tropical en el "Fern Gully" reguera del helecho, Arbustos de menta y la colección de plantas de Australia occidental.